# Врублевський Євген Юліанович
Врублевський Євген Юліанович (1884, Варшавська губернія — † ?) — український військовий діяч, командир полку Дієвої Армії УНР.

## Життєпис
Закінчив Перше Київське Костянтинівське військове училище в 1904 році.
Станом на 01.01.1910 р. — поручик 18-го піхотного Вологодського полку (Житомир), у складі якого брав участь в Першій світовій війні. Останнє звання у російській армії — підполковник.
З березня 1919 р. до вересня 1919 р. — командир 2-го (згодом — 26-го) Залізничного полку Дієвої армії УНР. В грудні 1919 р. повернувся до Житомира.
В 1920-х рр. працював рахівничим у «Сільбанку» в Житомирі. Влітку 1930 р., після початку масових арештів колишніх офіцерів, виїхав до Нижнього Новгорода, мав бути арештований органами ДПУ у справі «Весна» (т. зв. «контрреволюційна змова колишніх офіцерів»). Подальша доля невідома.